# Karl-Heinz Petzinka

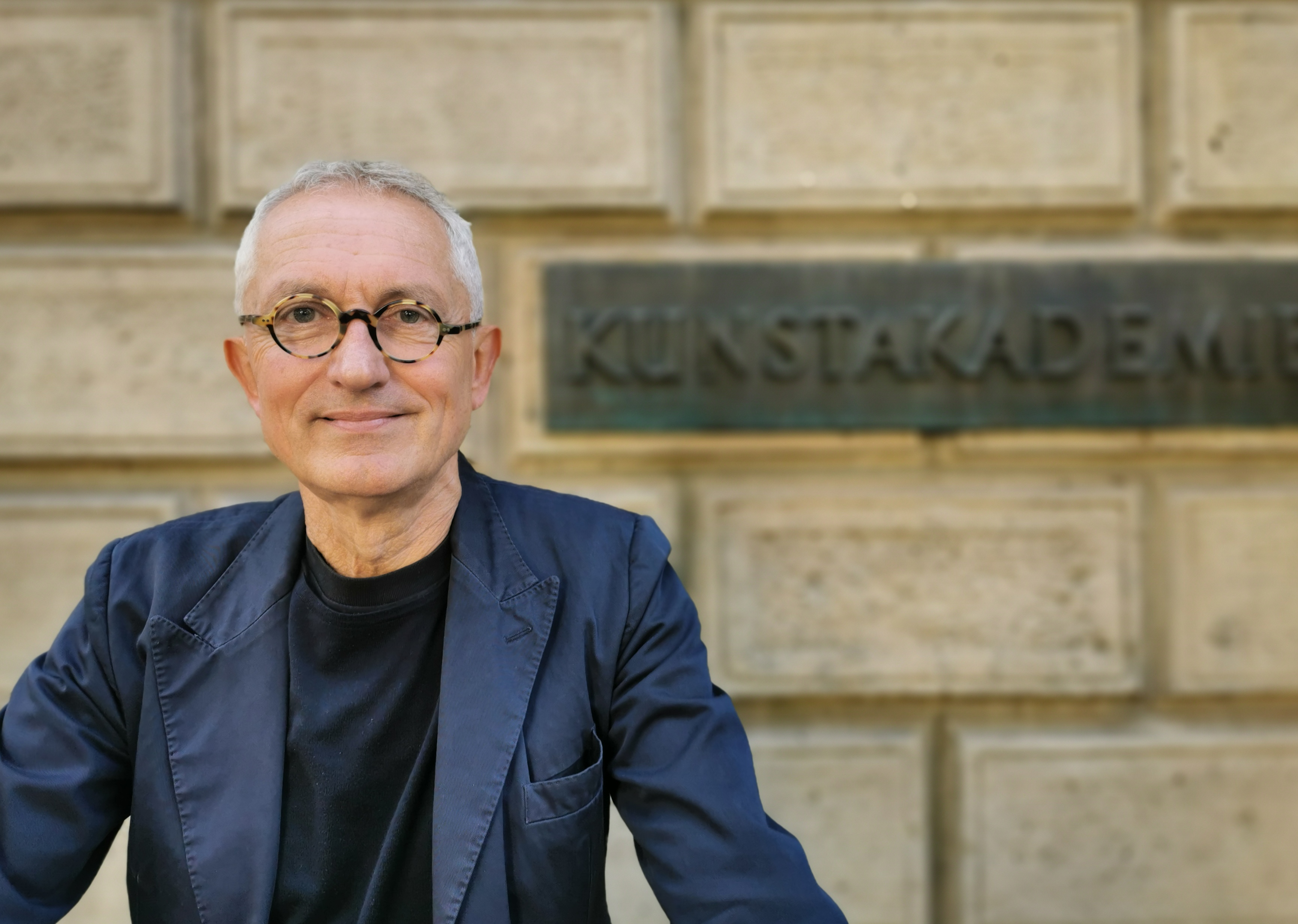
Karl-Heinz Petzinka (2021)

Karl-Heinz Petzinka (* 7. Januar 1956 in Bocholt) ist ein deutscher Architekt und war 2017–2022 Rektor der Kunstakademie Düsseldorf.

## Leben
Karl-Heinz Petzinka studierte ab 1976 an der RWTH Aachen Architektur und schloss das Studium 1982 als Diplom-Ingenieur ab. Im Jahr 1981 erhielt er den Förderpreis des Landes NRW für junge Künstlerinnen und Künstler im Fachbereich Architektur. Nach ersten Berufsjahren 1982–1983 im Büro O. M. Ungers in Köln war er von 1983 bis 1985 Assistent von Prof. W. Döring an der RWTH Aachen. Von 1986 bis 1987 war er Stipendiat der Deutschen Akademie Rom Villa Massimo in der Kategorie Architektur. Von 1988 an lehrte Karl-Heinz Petzinka Entwurf an der Bergischen Universität – Gesamthochschule Wuppertal, im Jahr 1994 wurde er als Professor an den Lehrstuhl für Entwerfen und Gebäudetechnologie der TU Darmstadt berufen, wo er bis 2007 lehrte. 
Er gründete 1994 gemeinsam mit Thomas Pink das Büro „Petzinka Pink Architekten“ mit Standorten in Düsseldorf und Berlin.  
Der Umbau der Jahrhunderthalle in Bochum erfolgte 2002/2003. 2002 übernahm er eine Gastprofessur an der Kunstakademie Düsseldorf, 2004 eine an der RWTH Aachen.
Von Oktober 2004 bis November 2011 übernahm Petzinka die Geschäftsführung des Immobilienunternehmens THS-Konzern.  
Er wurde 2007 von der Trägergesellschaft für das Kulturhauptstadtjahr 2010 als einer von vier Programmdirektoren berufen und verantwortete das Themenfeld „Stadt der Möglichkeiten“ (Architektur, Stadtentwicklung und Bildende Künste).
Im April 2017 wurde Petzinka als vierter Architekt zum Rektor der Kunstakademie Düsseldorf gewählt. Er trat das Amt im August 2017  für vier Jahre an.

## Werke

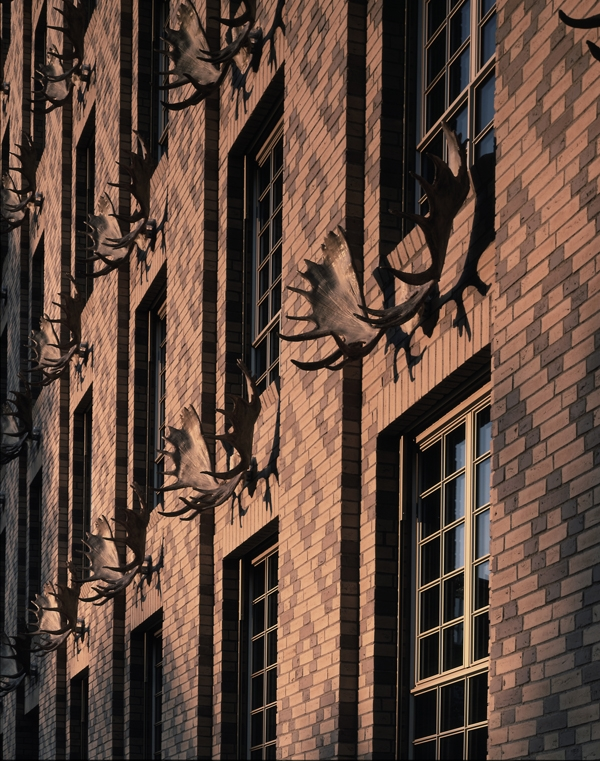
Fassade des Gelben Haus in Düsseldorf

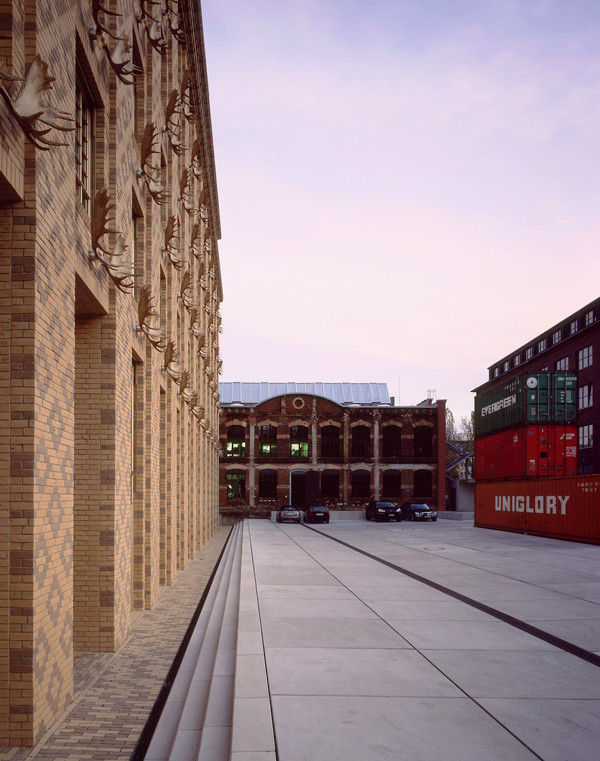
Das Gelbe Haus und die Rote Halle in Düsseldorf

Zu den bekanntesten architektonischen Projekten von Karl-Heinz Petzinka zählen das mit dem MIPIM-Award ausgezeichnete Düsseldorfer Stadttor, die CDU-Bundesgeschäftsstelle in Berlin (Konrad-Adenauer-Haus), die Vertretung des Landes Nordrhein-Westfalen beim Bund in Berlin sowie der Umbau der Jahrhunderthalle in Bochum zum Festspielort der RuhrTriennale.
Karl-Heinz Petzinka hat zudem Bauwerke aus den Bereichen Gewerbe, öffentliche Hand, Verwaltung sowie Privatresidenzen geplant und realisiert. In Gelsenkirchen war er am Bau des Herkules von Gelsenkirchen, des Nordstern Videokunstzentrum Sammlung Goetz/n.b.k. (neuer.berliner.kunstverein), der Planung des Stadtentwicklungsprojekt „Stadtquartier am Schloß Horst“, sowie an der Revitalisierung des Werkstattgebäudes der Zeche Nordstern beteiligt. Die Revitalisierung der roten Halle in Düsseldorf zählte auch zu seinen Aufgaben.

## Projekte im Rahmen der Europäischen Kulturhauptstadt RUHR.2010
Projekte im Rahmen der Europäischen Kulturhauptstadt RUHR.2010, die Prof. Petzinka als Künstlerischer Direktor für das Themenfeld „Stadt der Möglichkeiten“ verantwortet:
- „B1|A40 – Die Schönheit der großen Straße“ – Künstlerische Intervention im Verbund mehrerer Städte
- „Dortmunder U“ – Baukulturprojekt, Dortmund[6]
- „NT2, Umbau und Aufstockung Zeche Nordstern“ – Baukulturprojekt, Videokunstausstellung, künstlerische Plastik, Gelsenkirchen[7]
- „Landesarchiv NRW – Das Gedächtnis des Landes“ – Baukulturprojekt, Duisburg
- „Biennale Lichtkunst“[8]
- „Charta Ruhr – Empfehlungen der Deutschen Akademie für Städtebau und Landesplanung für eine urbane Metropollandschaft Ruhr“ – interaktives Strategiekonzept
- „Das schönste Museum der Welt. Das Museum Folkwang bis 1933“ – Ausstellung, Essen
- „EMSCHERKUNST.2010 – Eine Insel für die Kunst“ – Künstlerische Intervention[9]
- „Ruhrkunstmuseen (RKM)“ – Gemeinsame Ausstellungsprojekte von 20 Kunstmuseen des Ruhrgebiets[10]
- „2-3 Straßen – Eine Ausstellung in Städten des Ruhrgebiets von Jochen Gerz“ – Künstlerische Intervention in Dortmund, Duisburg, Mülheim an der Ruhr[11]
- „KulturKanal – Ereignisse, die Wellen schlagen“ – Künstlerische Intervention am und auf dem Rhein-Herne-Kanal von Duisburg bis Recklinghausen[12]
- „Lippe+(Kunst@Aue)“ – Künstlerische Intervention und Landschaftsprojekt, Datteln
- „Parkautobahn A42“ – Baukulturprojekt, Bundesautobahn A 42 zwischen Castrop-Rauxel und Moers/Kamp-Lintfort
- „Route der Wohnkultur“ – Baukulturprojekt im Verbund mehrerer Ruhrgebietsstädte[13]
- „SchachtZeichen – Ein Bild für den Wandel in der Metropole Ruhr“ – 4.000 m² große Kunstinstallation als Gemeinschaftsprojekt der Region[14]
- „Starke Orte – Kunst im Revier. Ein Netzwerkprojekt der Künstlerbünde der Metropole Ruhr“ – Künstlerische Intervention, Verbund mehrerer Städte
- „Temporäre Stadt an besonderen Orten. Dialog der Europäischen Kulturhauptstädte“ – Baukulturprojekt, Ruhrgebiet[15]
- „Zwei Berge – Eine Kulturlandschaft. Venustas et utilitas – Ästhetische Gestaltung landwirtschaftlicher Flächen“ – Baukulturprojekt, Essen[16]

## Publikationen (Auswahl)
- Karl-Heinz Petzinka, Bernhard Lenz, Jürgen Volkwein, Florian Lang: „Technische Gebäudeausstattung“ In: Giebeler, Fisch, Krause, Musso, Petzinka, Rudolphi: „Atlas Sanierung. Instandhaltung, Umbau, Ergänzung“ Birkhäuser, Basel 2008, ISBN 978-3-7643-8874-4.
- Karl-Heinz Petzinka, Bernhard Lenz: „Planen und Bauen in Lebenszyklen“ In: Energieatlas – Nachhaltige Architektur; Birkhäuser, Basel 2007, ISBN 3-7643-8385-2.
- Jahrhunderthalle Bochum „Montagehalle für Kunst“; Verlag Müller + Busmann.
- Karl-Heinz Petzinka, Thomas Pink, Johannes Busmann: „Technologische Architektur“; Birkhäuser, Basel 2004, ISBN 3-7643-0373-5.